# Коммунистическое государство

Карта стран, объявивших себя или считающихся социалистическими, придерживавшихся идеалов марксизма-ленинизма в определённый момент своей истории. Следует отметить, что не все эти страны одновременно в реальной действительности являлись социалистическими на самом деле.

Коммунисти́ческое госуда́рство (англ. communist state), также рабо́чее госуда́рство (workers' state) — термин, употребляемый в англоязычных источниках для обозначения государства, в котором управление сосредоточено в руках одной партии, утверждающей себя как представляющей пролетариат, и где главенствует идеология марксизма-ленинизма, а главной целью декларируется достижение, построение и строительство коммунизма.
В коммунистических странах также существуют организации, которые частично участвуют в процессе управления, включая такие внепартийные организации как профсоюзы и заводские комитеты. В ранних государствах под управлениями компартий, существовавших в первые годы после Первой мировой войны, существовали элементы прямой демократии.
Термин «коммунистические государства» используется западными историками, политическими аналитиками и средствами массовой информации, чтобы обозначить государства с подобными признаками. Однако в противоположность использованию этого термина западными странами, сами страны не используют термин «коммунистические»; эти страны обозначают себя как социалистические государства или государства рабочих, которые стремятся перейти к коммунизму от социализма. С точки зрения марксистской теории, выражение «коммунистическое государство» является оксюмороном, поскольку коммунизм по его достижении предполагает бесклассовое и безгосударственное общество.
Коммунистическое государство может управляться единым централизованным партийным аппаратом, хотя в такой стране как, например, Северная Корея, существует несколько партий, объединённых в «народный фронт» как единую организацию, руководимую компартией. Обычно эти партии пропагандируют марксизм-ленинизм или его вариации (маоизм в Китае и чучхе в Северной Корее) и главной целью ставят достижение социализма с последующим переходом к коммунизму и отмиранием государства. Этот государственный режим марксисты обычно называют диктатурой пролетариата или рабочей демократией, когда рабочий класс является правящим классом в отличие от капиталистических государств с диктатурой буржуазии или буржуазной демократией, где правящим классом является буржуазия; после Второй мировой войны по отношению к подобным режимам их идеологами также был выдвинут термин народная демократия; иначе же к подобным режимам предлагались такие термины как государственный капитализм, деформированное рабочее государство, этатизм, подразумевающие управление средствами производства государственно-партийной бюрократией.

## Коммунистическая партия во главе государства
В теории немецкого философа и экономиста Карла Маркса государство в любом обществе — это инструмент угнетения одного социального класса другим; исторически, при частной собственности на средства производства, угнетающим классом является меньшинство, которое эксплуатирует и управляет большинством эксплуатируемого класса. Маркс писал, что в настоящее время новые национальные государства характеризуются возрастающим несогласием между рабочим и капиталистическим классами, где класс буржуазии является правящим. Карл Маркс предсказывал, что если классовые противоречия капиталистической системы продолжат усиливаться, то рабочий класс в конечном итоге осознаёт себя как эксплуатируемый слой и свергнет капиталистов и установит общественную собственность на средства производства, при этом приступив к новой фазе развития, называемого социализмом (в марксистском понимании). Государство, управляемое рабочим классом в процессе перехода к бесклассовому обществу, называется «диктатурой пролетариата». Владимир Ленин создал революционную авангардную теорию в попытке расширить данное понятие. Ленин видел, что наука — это то, что изначально доступно только для меньшинства, которое свободно от тяжёлого труда, что позволяет заниматься созерцанием, и считал, что научный социализм не является исключением. Поэтому он выступал за то, чтобы коммунистическая партия была структурирована как авангард тех, кто достиг полного классового сознания, чтобы быть на переднем крае классовой борьбы и помогать рабочим расширять классовое сознание и заменять класс капиталистов как господствующий класс, создав пролетарское государство.

## История возникновения коммунистических государств
В 20 веке первое социалистическое государство было провозглашено в Чите в ноябре 1905 года. Оно называлось Читинская республика и управлялось союзом рабочих и союзом народных депутатов, однако к февралю 1906 года его подавили.
В 1917 году после Октябрьской революции чрезвычайный II Всероссийский съезд Советов рабочих и солдатских депутатов (высший орган власти нового государства) переименовал государство в Российскую Советскую Республику.
С 21 марта до 6 августа 1919 года (133 дня или 4 месяца) в Венгрии примерно на 23% её территории существовала Венгерская советская республика.
В декабре 1922 года к России были присоединены её прежние территории, в результате чего было создано новое государство — Союз Советских Социалистических Республик (СССР).
В 1920-е годы социалистические режимы, при прямой поддержке СССР, также были установлены монгольскими и тувинскими коммунистами в Монголии и Туве. Образовались Монгольская и Тувинская народные республики. Во время Второй мировой войны Тувинская народная республика вошла в состав СССР. После Второй мировой войны Красная армия заняла большую часть Восточной Европы и помогла создать коммунистические государства в этих странах. Большинство стран Восточной Европы были связаны с СССР через Организацию Варшавского договора и Совет экономической взаимопомощи, исключая Югославию, которая объявила себя вне Варшавского договора. В 1949 году, после войны с японскими оккупантами и гражданской войны, которая привела к победе коммунистов была создана Китайская Народная Республика. Коммунистические режимы также утвердились в некоторых странах Юго-Восточной Азии, Африки и Латинской Америки. В 1989—1991 годах коммунистические режимы в странах Восточной Европы были свергнуты вследствие социального давления в процессе антикоммунистических переворотов, что в итоге привело и к распаду Советского Союза в 1991 году. В 1990 году политические перемены также произошли и в Монголии, и страна перешла к многопартийной демократии.
Коммунистические государства часто заявляют, что пока не смогли построить социализм или коммунизм, однако стремятся к тому, чтобы в их странах был установлен социализм. Например, предисловие к Конституции Социалистической Республики Вьетнам гласит, что страна только достигла перехода между капитализмом и социализмом после того, как страна была объединена под эгидой коммунистической партии в 1976 году, а Конституция Кубинской республики 1992 года утверждает, что роль коммунистической партии состоит в том, чтобы «направлять все усилия на достижение целей и построение социализма».

## Государственные организации в коммунистических странах
Коммунистические государства имеют похожие организации, которые созданы на том основании, что коммунистическая партия является авангардом пролетариата и представляет долгосрочные интересы народа. Доктрина демократического централизма, разработанная Владимиром Лениным как набор принципов, используемых во внутренних делах коммунистической партии, распространяется на общество в целом.
Согласно демократическому централизму, все лидеры должны избираться народом, и все предложения должны обсуждаться открыто, но, как только решение будет принято, все граждане обязаны подчиняться этому решению, и все дебаты должны быть окончены. Внутри политической партии демократический централизм предназначен для предотвращения фракционности и раскола. Когда применяется к целому государству, демократический централизм создаёт однопартийную систему.
Конституции большинства социалистических государств описывают свою политическую систему как форму демократии. Таким образом, они признают суверенитет народа, воплощённый в ряде представительных парламентских институтов. Такие государства не имеют разделения властей; вместо этого у них есть один национальный законодательный орган (такой как Верховный Совет в Советском Союзе), который считается высшим органом государственной власти и который юридически превосходит исполнительную и судебную ветви власти.
Такая национальная законодательная политика в социалистических государствах часто имеет сходную структуру с парламентами, существующими в либеральных республиках, с двумя существенными различиями: во-первых, депутаты, избранные в эти национальные законодательные органы, не должны представлять интересы какого-либо конкретного избирательного округа, а представляют долгосрочные интересы народа; во-вторых, в противоречие советам Маркса, законодательные органы социалистических государств не находятся на постоянной сессии. Они собираются один или несколько раз в год на сессиях, которые обычно продолжаются всего несколько дней.
Когда национальный законодательный орган не заседает, его полномочия передаются в меньший совет (который часто называют президиумом), который объединяет законодательную и исполнительную власть, а в некоторых социалистических государствах (таких как Советский Союз до 1990 года) действует вместо главы государства. В некоторых системах президиум состоит из важных членов коммунистической партии, которые голосуют за то, чтобы принятые партией решения были утверждены законными.

### Государственные социальные организации
Особенностью социалистических государств является существование многочисленных общественных организаций (профсоюзов, молодёжных организаций, женских организаций, ассоциаций учителей, писателей, журналистов и других специалистов, потребительских кооперативов, спортивных клубов и т. д.), которые интегрированы в политическую систему.
В некоторых социалистических государствах, представителям этих организаций гарантируется определённое количество мест в национальных законодательных органах. Ожидается, что в социалистических государствах социальные организации будут способствовать социальному единству и сплочённости, служить связующим звеном между правительством и обществом и способствовать вербовке новых членов коммунистической партии.

### Политическая власть
Исторически политическая организация многих социалистических государств определяется монополией единственной партии. Некоторые коммунистические правительства, такие как правительства Северной Кореи, Восточной Германии или Чехословакии, имеют или имели больше одной партии, но все меньшие партии должны следовать курсу, задаваемому основной коммунистической партией; эти партии объединены в «народный фронт» как единую организацию, и на выборах «народный фронт» является единственной участвующей организацией. В социалистических государствах правительство может быть нетерпимым к критике политики, которая уже была реализована в прошлом или реализуется в настоящем.
Тем не менее, в некоторых странах коммунистические партии выигрывали выборы и вели управление в контексте многопартийной демократии, не стремясь создать однопартийное государство. Например, Сан-Марино, Никарагуа (1979—1990 годы), Непал (в настоящее время), Кипр (2008—2013 годы) и индийские штаты Керала, Западная Бенгалия и Трипура. Однако в контексте данной статьи эти субъекты не подпадают под определение коммунистического государства.

## Критика режима
Такие страны, как СССР и Северная Корея, подвергались критике со стороны западных авторов и организаций из-за отсутствия многопартийной системы, а также по ряду других вопросов, где социалистическое и западные общества отличаются друг от друга. Например, социалистические общества обычно характеризовались тем, что средства производства находятся в государственной собственности либо в ведомстве партийных организаций, демократически избранных советов и коммун и кооперативных структур в противовес либерально-демократическому капиталистическому парадигме свободного рынка управления, владения и контроля средств производства корпорациями и частными лицами. Кроме того, коммунистические государства подвергаются критике за излишнее влияние и участие своих правящих партий в жизни общества в дополнение к отсутствию признания некоторых законных прав и свобод западных стран, таких как право частной собственности и свободы слова.
Советские защитники и социалисты реагируют на эти критические замечания, подчеркивая идеологические различия в концепции «свободы». Макфарланд и Агеев писали, что «марксистско-ленинские идеи унижают принцип невмешательства государства (жилищные условия должны определяться способностью человека платить), а также [осуждают] широкие различия в личных богатствах, которые не осуждает Запад. Вместо этого советские идеологи подчёркивали равенство — бесплатное образование и медицинское обслуживание, небольшое различие в жилищных условиях или зарплатах и т. д.» Бывший министр обороны Восточной Германии Хайнц Кесслер, когда его попросили прокомментировать заявление о том, что бывшие граждане коммунистических государств пользуются повышенными свободами, ответил, что «миллионы людей в Восточной Европе теперь свободны от работы, свободны от безопасных улиц, свободны от здравоохранения, свободны от социального обеспечения». Политика экономического развития коммунистических государств также подвергается критике за то, что она фокусируется прежде всего на развитии тяжёлой промышленности.
В собственном анализе сопоставления ожидаемой продолжительности жизни Амартии Сен отмечал, что несколько марксистско-ленинских государств добились в этих сферах значительных успехов и прокомментировал: «одна мысль, которая неизбежно возникает состоит в том, что коммунизм хорош для устранения нищеты». Экономист Майкл Эллман из Университета Амстердама в своей критике государств с марксистско-ленинской идеологией отмечал, что развивающиеся социалистические государства выгодно соперничали с аналогичными капиталистическими государствами (при  аналогичных доходах на душу населения) по некоторым показателям здоровья, таким как младенческая смертность и продолжительность жизни; однако опыт показал, что, несмотря на подобные положительные моменты на ранних этапах становления системы, дальнейшее насильное внедрение социалистического строя приводило к милитаризации, закрепощению, голоданию, госрегуляции потребления, отсутствию самоподдерживающегося технического прогресса, неспособности улучшить жизненный уровень массы населения. Для сравнения иногда приводится период ранней российской демократии (последовавший за распадом Советского Союза), сопровождавшийся быстрым ростом бедности, преступности, коррупции, безработицы, потери жилья, показателей заболеваемости и неравенством доходов наряду с уменьшением потребляемых калорий, ожидаемой продолжительности жизни, грамотности и доходов, и относительно быстрое восстановление тех же показателей к началу-середине двухтысячных, несмотря на высокую государственную коррумпированность и автократическую систему управления.

## Современное состояние

### Список коммунистических стран в настоящее время
Следующие страны являются однопартийными государствами, в которых институты правящей коммунистической партии и государства переплетаются. Они, как правило, приверженцы марксизма-ленинизма. Эти страны перечислены здесь вместе с годом их основания и их соответствующими правящими партиями:

#### Марксизм-ленинизм
| Государство | Оригинальное название                                              | Основана                                                                                    | Правящая партия                    |
| ----------- | ------------------------------------------------------------------ | ------------------------------------------------------------------------------------------- | ---------------------------------- |
| Китай       | на китайском: 中华人民共和国 на пиньинь: Zhōnghuá Rénmín Gònghéguó | 1 октября 1949                                                                              | Коммунистическая партия Китая      |
| Куба        | на испанском: República de Cuba                                    | 1 июля 1961                                                                                 | Коммунистическая партия Кубы       |
| Лаос        | на лаосском: Sathalanalat Paxathipatai Paxaxon Lao                 | 2 декабря 1975                                                                              | Народно-революционная партия Лаоса |
| Вьетнам     | на вьетнамском: Cộng hòa xã hội chủ nghĩa Việt Nam                 | 2 сентября 1945 (Северный Вьетнам) 30 апреля 1975 (Южный Вьетнам) 2 июля 1976 (объединение) | Коммунистическая партия Вьетнама   |

#### Чучхе
| Государство | Оригинальное Название                                                                      | Основана        | Правящая партия       | Дополнительная информация |
| ----------- | ------------------------------------------------------------------------------------------ | --------------- | --------------------- | --- |
| КНДР        | на корейском: 조선민주주의인민공화국 на новом корейском: Chosŏn Minjujuŭi Inmin Konghwaguk | 9 сентября 1948 | Трудовая партия Кореи | Социалистическое государство. Официальной идеологией считается Чучхе, часть многовековой конфуцианской традиции и часть политики Ким Ир Сена, в противоположность традиционному марксизму-ленинизму. В 2009 году Конституция КНДР была довольно сильно изменена, так, что из неё исчезли не только все ссылки на идеологию марксизма-ленинизма, которые присутствовали в первой редакции, но и ссылки на коммунизм. |

## Многопартийные государства, где правящей партией является коммунистическая
Есть многопартийные государства с коммунистическими партиями, возглавляющими правительство. Такие государства не считаются коммунистическими государствами, поскольку сами страны допускают множественные партии и не обеспечивают конституционной роли своих коммунистических партий.
- Непальская коммунистическая партия является правящей партией. Коммунистические партии входили во все правительственные коалиции с момента перехода страны от монархии к республике.